# Bonnie Wright
Bonnie Francesca Wright (Londra, 17 febbraio 1991) è un'attrice, modella e regista britannica, nota soprattutto per aver interpretato Ginny Weasley nella saga Harry Potter.

## Biografia
Bonnie Francesca Wright è figlia di Sheila Teague e Gary Wright, proprietari della società di gioiellieri Wright & Teague. Durante le riprese della saga di Harry Potter, Wright ha cominciato a frequentare la University of the Arts di Londra (London College of Communication), per studiare Film and Television Production Manager, dove si è laureata il 19 luglio 2012.

## Carriera

### Attrice

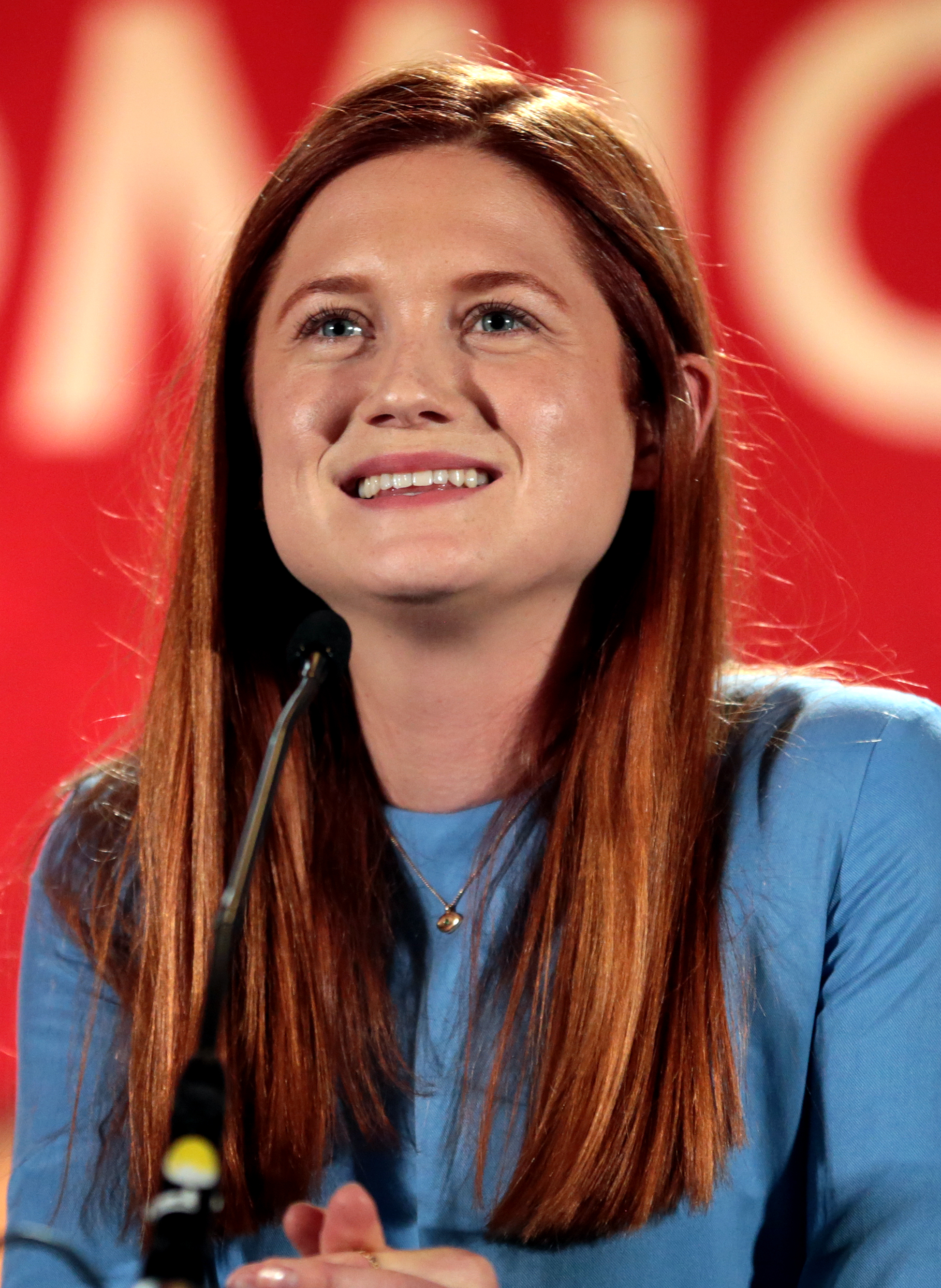
Wright al Comicon di Phoenix nel 2017

Bonnie Wright partecipò all'audizione per il personaggio di Ginny Weasley perché suo fratello Lewis le disse che gliela ricordava. Oltre ad interpretare la giovane strega in tutti i film della saga, Bonnie Wright le ha dato anche la voce nei videogiochi Harry Potter e l'Ordine della Fenice, Harry Potter e il principe mezzosangue e Harry Potter e i Doni della Morte - Parte 1.
Nel 2002, tra le riprese di Harry Potter e la pietra filosofale e del suo sequel, appare nel film per la televisione Lost - Dispersi nell'oceano. Nel 2004 gira, sempre per la televisione, Agatha Christie: A Life in Pictures. Doppia inoltre il personaggio di Vanessa in un episodio della serie TV Disney The Replacements - Agenzia sostituzioni. Nel 2010 ha un ruolo nel cortometraggio Sweat, parte di un progetto di cinque puntate chiamato Geography of the Hapless Heart. Nel 2013 appare nella produzione americana After the Dark, dove interpreta Georgina, una studentessa.

### Modella
Bonnie ha un proprio profilo sul sito della Next Models Agency. È stata nominata vincitrice del Most Edgy Look Award all'edizione 2011 di Rodial Beautiful Awards. Nel 2011 appare nella rivista del Financial Times "How to Spend It". Partecipa, inoltre, come modella in passerella per la collezione autunno/inverno 2011 della stilista Katie Eary durante la settimana della moda di Londra e in vari servizi fotografici e interviste, su Evening Standard, Grazia, Entertainment Weekly, No. Magazine, The Times Luxx Magazine, Drama Magazine, The Daily Mail You Magazine, InStyle Magazine, Nylon Magazine, Vanity Fair, ASOS Magazine, Haute Muse e Dirty Glam Magazine.

### Sceneggiatrice e regista
Wright debutta come sceneggiatrice e regista con il suo film di laurea Separate We Come, Separate We Go, che viene proiettato in anteprima al BAFTA Graduate nel 2012.

## Vita privata
Nel febbraio 2010, Bonnie ha confermato di avere una relazione con il collega Jamie Campbell Bower, interprete del giovane Gellert Grindelwald in Harry Potter e i Doni della Morte - Parte 1. Nell'aprile 2011 la coppia ha annunciato il fidanzamento, per poi separarsi in via amichevole nel giugno 2012. Segue poi una relazione con l'imprenditore Simon Hammerstein. Attualmente vive a San Diego con il marito Andrew Lococo (sposato il 20 marzo 2022).
Nell'aprile 2023 annuncia di essere in attesa del primo figlio. Il 19 settembre successivo nasce Elio Ocean Wright Lococo. 
Ha un canale YouTube chiamato Go gently in cui parla di ecologia e sostenibilità.

## Filmografia

### Cinema
- Harry Potter e la pietra filosofale (Harry Potter and the Sorcerer's Stone), regia di Chris Columbus (2001)
- Harry Potter e la camera dei segreti (Harry Potter and the Chamber of Secrets), regia di Chris Columbus (2002)
- Harry Potter e il prigioniero di Azkaban (Harry Potter and the Prisoner of Azkaban), regia di Alfonso Cuarón (2004)
- Harry Potter e il calice di fuoco (Harry Potter and the Goblet of Fire), regia di Mike Newell (2005)
- Harry Potter e l'Ordine della Fenice (Harry Potter and the Order of the Phoenix), regia di David Yates (2007)
- Harry Potter e il principe mezzosangue (Harry Potter and the Half-Blood Prince), regia di David Yates (2009)
- Harry Potter and the Forbidden Journey, regia di Thierry Coup - cortometraggio (2010)
- Geography of the Hapless Heart, regia di Asa Mader (2010)
- Harry Potter e i Doni della Morte - Parte 1 (Harry Potter and the Deathly Hallows: Part 1), regia di David Yates (2010)
- Harry Potter e i Doni della Morte - Parte 2 (Harry Potter and the Deathly Hallows: Part 2), regia di David Yates (2011)
- The Sea, regia di Stephen Brown (2013)
- After the Dark, regia di John Huddles (2013)
- Before I Sleep, regia di Aaron Sharff e Billy Sharff (2013)
- Those Who Wander, regia di Abigail Ann Schwarz (2015)
- The Highway is for Gamblers, regia di Alexandra McGuinness (2016)
- A Christmas Carol, regia di David Izatt (2018)

### Televisione
- Lost - Dispersi nell'oceano (Stranded), regia di Charles Beeson – film TV (2002)
- Agatha Christie: A Life in Pictures, regia di Richard Curson Smith – film TV (2004)
- The Replacements: Agenzia Sostituzioni (The Replacements) – serie animata, episodio 2x11 (2007) - voce
- Harry Potter 20º anniversario - Ritorno a Hogwarts (Harry Potter 20th Anniversary: Return to Hogwarts), regia di Eran Creevy, Joe Pearlman, Giorgio Testi – film TV (2022)

### Regia e sceneggiatura
- Separate We Come, Separate We Go - cortometraggio (2012)

## Doppiatrici italiane
Nelle versioni in italiano dei suoi film, Bonnie Wright è stata doppiata da:
- Erica Necci in Harry Potter e la pietra filosofale, Harry Potter e la camera dei segreti, Harry Potter e il prigioniero di Azkaban, Harry Potter e il calice di fuoco, Harry Potter e l'Ordine della Fenice, Harry Potter e il principe mezzosangue, Harry Potter e i Doni della Morte - Parte 1, Harry Potter e i Doni della Morte - Parte 2, Harry Potter 20º anniversario - Ritorno a Hogwarts
- Cecilia Zincone in After the Dark